# 福克納冰川
73°45′S 166°01′E / 73.750°S 166.017°E
福克納冰川是南極洲的冰川，位於維多利亞地的博克格雷溫克海岸，處於登山家山脈地區，長6.4公里，處於奧克利冰川以南3公里，最終注入紐恩斯夫人灣。

## 外部連結
- Antarctic glacier named after Oregon scientist （页面存档备份，存于）